# Reiss Nelson
Reiss Nelson (ur. 10 grudnia 1999 w Londynie) – angielski piłkarz pochodzenia zimbabwejskiego występujący na pozycji napastnika w angielskim klubie Fulham.

## Życiorys
Jest wychowankiem londyńskiego Arsenalu F.C., w czasach juniorskich trenował także w klubie Lewisham Borough. 20 stycznia 2018 zadebiutował w barwach Arsenalu w Premier League – miało to miejsce w wygranym 4:1 meczu z Crystal Palace. Grał w nim od 72. minuty, gdy zmienił Mesuta Özila. 31 sierpnia 2018 został wypożyczony do niemieckiego TSG 1899 Hoffenheim. W Bundeslidze zagrał po raz pierwszy 15 września 2018 w przegranym 1:2 spotkaniu z Fortuną Düsseldorf. Do gry wszedł w 72. minucie, zastępując Stefana Poscha. W 86. minucie zdobył debiutanckiego gola.

## Sukcesy

### Arsenal U-23
- Premier League 2: 2017/18

### Arsenal
- Puchar Anglii: 2019/2020
- Tarcza Wspólnoty: 2017, 2020